# Moritz Seider
Moritz Seider (Zell, Alemania, 6 de abril de 2001) es un jugador profesional alemán de hockey sobre hielo que se desempeña en la posición de defensor derecho en Detroit Red Wings, equipo de la National Hockey League (NHL).

## Carrera
Fue seleccionado en la primera ronda en la NHL Entry Draft de 2019. En 2021 hizo su debut profesional con el equipo Detroit Red Wings, donde lleva jugando tres temporadas.